# Ala Makkarajärvi
Ala Makkarajärvi är en sjö i Kiruna kommun i Lappland och ingår i Torneälvens huvudavrinningsområde. Sjön är 3 meter djup, har en yta på 0,107 kvadratkilometer och är belägen 404,8 meter över havet. Sjön avvattnas av vattendraget Pruukinjoki.

## Delavrinningsområde
Ala Makkarajärvi ingår i det delavrinningsområde (751218-172333) som SMHI kallar för Mynnar i Luongasjoki. Medelhöjden är 389 meter över havet och ytan är 38,97 kvadratkilometer. Det finns inga avrinningsområden uppströms utan avrinningsområdet är högsta punkten. Pruukinjoki som avvattnar avrinningsområdet har biflödesordning 3, vilket innebär att vattnet flödar genom totalt 3 vattendrag innan det når havet efter 356 kilometer. Avrinningsområdet består mestadels av skog (80 procent). Avrinningsområdet har 1,3 kvadratkilometer vattenytor vilket ger det en sjöprocent på 3,3 procent. Bebyggelsen i området täcker en yta av 0,7 kvadratkilometer eller 2 procent av avrinningsområdet.